# Weihermühle (Thanstein)
Weihermühle ist ein Ortsteil der Gemeinde Thanstein im Oberpfälzer Landkreis Schwandorf in Bayern.

## Geographische Lage
Weihermühle liegt ungefähr zwei Kilometer nordöstlich von Thanstein und etwa drei Kilometer westlich der Bundesstraße 22 am Mühlweiher der zusammen mit dem benachbarten Altdammweiher vom Gefällbach gespeist wird, der die Weiher unter dem Namen Rödlbach in östlicher Richtung verlässt.

## Geschichte
Zu Beginn des 19. Jahrhunderts wurde staatlicherseits versucht die Verwaltungsstruktur zu vereinfachen und – gegen den zähen Widerstand der Besitzer – die Gerichtsbarkeit auf den Staat zu übertragen. Dieser Prozess verlief in mehreren Schritten.
Durch Säkularisation und Mediatisierung wurden die zersplitterten territorialstaatlichen Gebilde und die differenzierte Struktur der gerichts- und grundherrlichen Zuordnungen beseitigt und versucht, die gutsherrlichen Rechte nach und nach zu reduzieren.
Es wurden Landgerichte älterer Ordnung gebildet.
Entsprechend einer Verordnung von 1808 wurde das Landgericht Neunburg vorm Wald in 55 Steuerdistrikte unterteilt.
Dabei bildete Pillmersried mit den Ortschaften Berg, Pillmersried, Saxlmühl, Tännesried, Thannmühle und Weihermühle einen Steuerdistrikt.
Weihermühle hatte zu dieser Zeit ein Haus und einen Müller und gehörte zur Hofmark Thanstein.
1820 wurden Ruralgemeinden gebildet.
Dabei entstand die Ruralgemeinde Berg, die aus der Ortschaft Berg mit 13 Familien, der Ortschaft Tännesried mit 7 Familien, der Ortschaft Thannmühle mit einer Familie und der Ortschaft Weihermühle mit einer Familie bestand.
Zum Stichtag 23. März 1913 (Osterfest) wurde Weihermühle als Teil der Pfarrei Thanstein mit einem Haus und 4 Einwohnern aufgeführt.
Bis 1946 gehörte Weihermühle zusammen mit Berg, Haindlhof, Kundlmühle, Tännesried und Thannmühle zur selbständigen Gemeinde Berg.
Als 1946 die Gemeinde Berg aufgelöst wurde, kam Weihermühle zur Gemeinde Thanstein.
Am 31. Dezember 1990 hatte Weihermühle 7 Einwohner und gehörte zur Pfarrei Thanstein.